# Каймакам (військове звання)

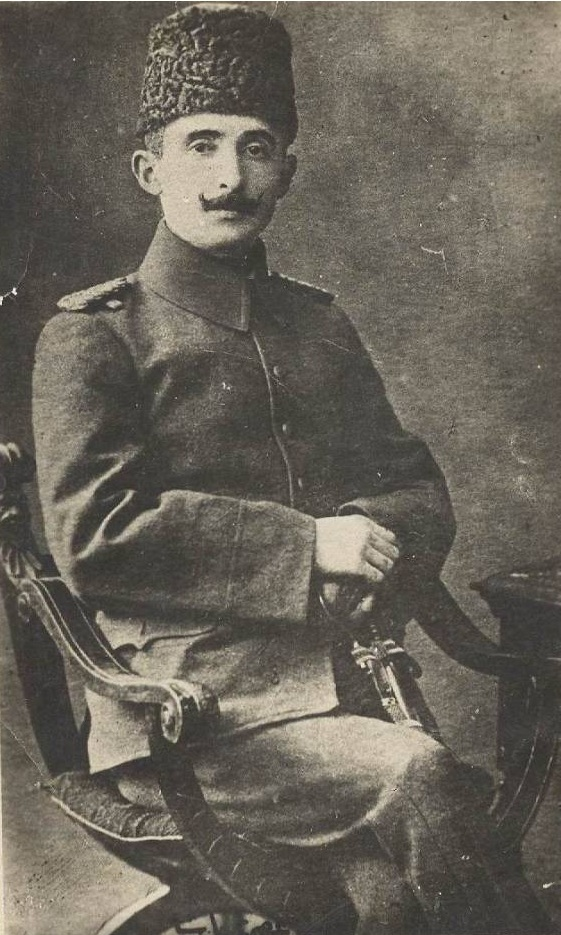
Бінбаші Ісмет-паша, який пізніше став каймакамом, після повернення з Ємену.

Каймакам, також відомий під численними іншими романізаціями, був титулом, який використовували різні посадовці Османської імперії, включаючи виконуючих обов’язки великих візирів, губернаторів провінційних санджаків та адміністраторів окружних каза. Титул зберігся і іноді використовується без перекладу для провінційних або підрайонних губернаторів у різних державах-наступниках Османської імперії, включаючи Республіку Туреччина, Кувейт, Ірак та Ліван.

## Назви
Титул романізувався в англійській мові з 1645 року з надзвичайно численними варіаціями написання. Найпоширеніші сучасні форми — каймакам, каймакам та каїмакам. Сучасний турецький термін — kaymakam, від османського турецького kaymakam (قایمقام), від арабського qāʾim maqām (قَائِم مَقَام‎‎), що означає «заміщати» або «заступник».

## Історія

### Османська імперія

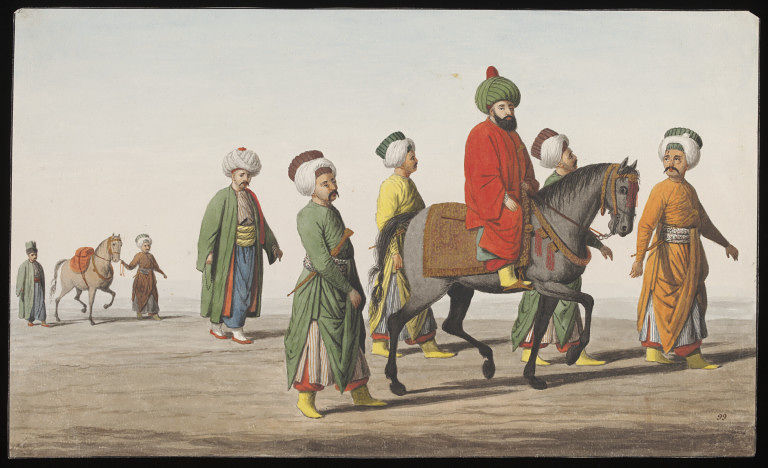
Каймакам у Константинополі з його свитою, анонімний грецький художник, бл. 1809 р.

В Османській імперії титул «каймакам» (відомий як «садарет каймаками» або «каймакам паша») спочатку використовувався для посадовця, який заміщав великого візира під час хвороби останнього, відсутності в столиці під час кампанії або в проміжку між звільненням одного великого візира та прибуттям до столиці нового призначенця. Практика почалася в 16 столітті, або, можливо, навіть раніше, і тривала до кінця імперії. Каймакам користувався всією повнотою повноважень великого візира, але йому не дозволялося втручатися у ведення військових кампаній. Обраний з лав візирів, каймакам відігравав важливу роль у політиці столиці і часто брав участь в інтригах проти відсутнього великого візира, намагаючись замінити його. В останні десятиліття імперії посаду каймакама займали члени імператорського кабінету або «Шейх-уль-іслам».
Реформи модернізації та вестернізації, започатковані в 19 столітті, додали терміну нових значень. Зі створенням регулярних військ «Асакір-і Мансуре-і Мухаммадійє» у 1826 році «каймакам» став званням в Османській армії, еквівалентним підполковнику. Воно залишалося в користуванні протягом останнього століття імперії та продовжувало використовуватися в Турецькій Республіці до 1930-х років, коли його замінили титулом «ярбай». Перегляд адміністративної системи в Танзиматських реформах незабаром після цього призвів до використання «каймакама» для губернатора «санджака» (провінція другого рівня), тоді як після створення системи «вілаєтів» у 1864 році «каймакам» став губернатором «каза» (провінція третього рівня). Система була збережена сучасною Туреччиною, де підпровінцію («ілче» після 1920-х років) досі очолює «каймакам».

### Молдавська та Валаська (Румунська) історія
Термін «Каймакам» має особливе значення в молдавській та валаській історії, де він означає тимчасову заміну Господаря («Князя») під час і після Фанаріотського правління, а також делегатів Олтенського бана в Крайова після перенесення головного офісу до Бухареста в той же період (1761).
У цьому контексті слово може писатися «caimacam», тоді як румунський термін для офісу — «căimăcămie».

### Історія Перської затоки

#### Історія Катару
У Перській затоці чотири «хакіми» (місцеві правителі) пізнішого емірату Катар мали додатковий османський титул каймакама у своїй адміністративній якості з 1872 року як адміністратори округів з моменту встановлення османського суверенітету (як каза округ санджаку ель-Хаса, у вілаєті Багдад, з 1875 року вілаєт Басра) до того, як це було замінено 3 листопада 1916 року на британський протекторат (як Шейхство Катар, колоніально під головним політичним резидентом Перської затоки в Бахрейн).

#### Історія Кувейту
Аналогічно, три правлячі місцеві хакими пізнішого емірату Кувейт також були каймакамами каза в тій же провінції, з 1871 року до британського протекторату, також 3 листопада 1914 року.

### Історія Єгипту
В Османському Єгипті титул «каймакам» використовувався в загальному значенні «лейтенант» для заступників або агентів, але, особливо, до піднесення Мухаммеда Алі Єгипетського, для тимчасових губернаторів країни, які служили між усуненням одного губернатора та призначенням наступного. У бурхливій політиці правлячої мамлюкської еліти призначення «каймакама» «стало, особливо у 18 столітті, засобом, за допомогою якого мамлюкська фракція легітимізувала б своє піднесення» перед тим, як призначити одного зі своїх членів губернатором. Після того, як Мухаммед Алі зміцнив свій контроль над країною та провів реформи вестернізації, титул, як і в решті Османської імперії, набув нового технічного значення: в армії він став званням, еквівалентним підполковнику, тоді як в адміністрації він означав посадовця, відповідального за «нахія», з особливою відповідальністю за підтримку іригаційної системи.

## Каймаками як військове звання
Звання засвідчено у використанні британським офіцером, який командував Екваторіальним батальйоном у Східній Африці, 1918 рік: Каймакам Р. Ф. Вайт DSO, який був офіцером Ессекського полку. У нагородженні з нагоди Дня народження 1947 року одержувач MBE Діран Бодоссян згадується як «Помічник платіжника Каймакам» Прикордонних військ Транс-Йорданії.